# Де Кон, Антуан
Антуан де Кон (фр. Antoine de Caunes; род. 1 декабря, 1953, Париж, Франция) — французский актер, режиссёр и сценарист театра, кино и телевидения. Отец актрисы Эммы де Кон.

## Биография
Антуан де Кон родился 1 декабря 1953 года в семье тележурналиста и репортера Жоржа де Кона и дикторши телевидения Жаклин Жубер. Начал свою карьеру в конце 1970-х годов как создатель и ведущий телевизионной программы «Хор» (фр. Chorus). Под псевдонимом Поль Персавон писал тексты для мультсериалов телеканала «Antenne 2», среди которых «Кобра» (фр. Cobra) и «Космический Шериф Гаван» (англ. Space Sheriff Gavan) (известный во Франции как X-Or). На телевидении Антуан де Кон был ведущим культовой программы «Дети рок-н-ролла», а затем еженедельной программы «Рапидо». Затем несколько лет он работал в команде канала Canal+, ведя с Филиппом Жильдасом ежедневную программу «Нигде в другом месте» (фр. Nulle part ailleurs).
Как актер де Кон дебютировал, сыграв роль Ника в телевизионном фильме Canal+ «Рок» (фр. Rock). В большом кино он дебютировал небольшими ролями в комедиях «Раскаяние» (фр. Pentimento) Тони Маршалл и «Два папы и мама» (фр. Les deux papas et la maman) Смаина и Жан-Марка Лонгваля. Большие роли сыграл в фильмах Жан-Жака Зильбермана «Мужчина как женщина» (фр. L'homme est une femme comme les autres) и в фильме Клода Шаброля в «Среди лжи» (фр. Au coeur du mensonge).
В 2000 году Антуан де Кон дебютировал как режиссёр фильмом «Укусы рассвета» (фр. Les morsures de l'aube). В 2003 году он поставил фильм, посвященный загадочной смерти Наполеона, «Месье Н.». (фр. Monsieur N.).
Антуан де Кон неоднократно (в 1996—1999, 2008, 2009 и в 2011—2013 годах) был ведущим ежегодных церемоний вручения французской национальной кинопремии «Сезар».